# Sulla libertà di un cristiano

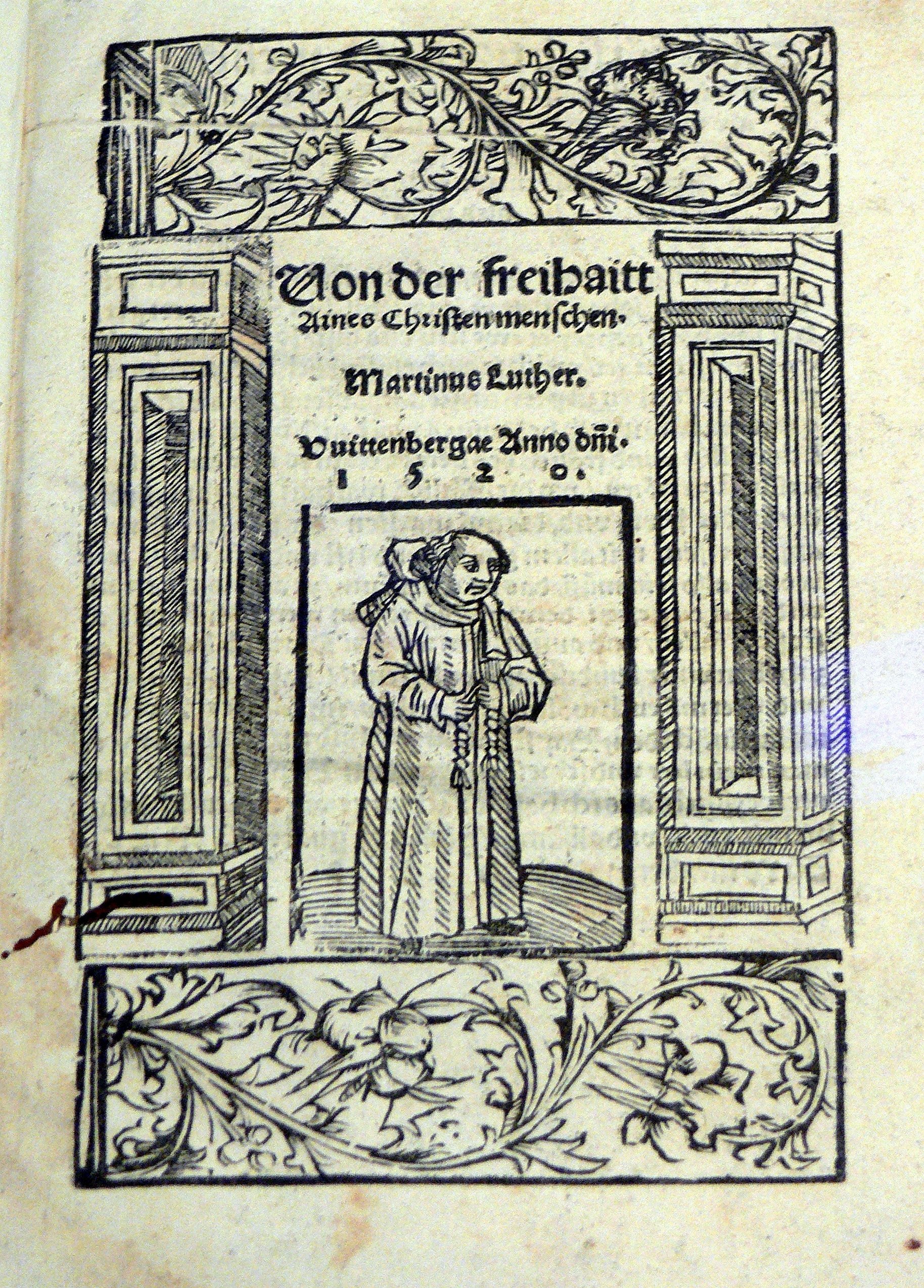
Frontespizio della prima edizione tedesca del 1520 di "Sulla libertà di un cristiano"

Sulla libertà di un cristiano è un trattato pubblicato nel 1520 da Martin Lutero, il teologo che dette inizio alla Riforma protestante. Seguì altre due opere, pubblicate nello stesso anno, in cui vengono delineati gli aspetti teologici della sua proposta riformatrice: Alla nobiltà cristiana della nazione tedesca (agosto 1520) e De captivitate Babylonica ecclesiae (ottobre 1520). Dell'opera vennero prodotte due edizioni, una più breve in tedesco e una in lingua latina maggiormente elaborata. Non c'è consenso accademico se la versione tedesca o latina sia stata scritta per prima. Il trattato ha sviluppato il concetto che, in quanto figli di Dio pienamente perdonati, i cristiani non sono più obbligati a osservare la legge di Dio per ottenere la salvezza; tuttavia, servono liberamente e volentieri Dio e il prossimo. Nell'opera Lutero sviluppò ulteriormente anche il concetto di giustificazione per fede. Lutero affermò che grazie alla virtù della fede la vita cristiana diveniva essenzialmente libera poiché «le opere, ininfluenti sul destino ultraterreno, erano completamente gratuite», tuttavia non venivano escluse le azioni di carità e penitenza che divenivano il modo per esprimere la scelta di seguire la generosità del Cristo, secondo la massima «le opere buone non fanno un uomo buono, ma l'uomo buono fa opere buone».